# 디지털 시그널 0
디지털 시그널 0(DS0, Digital Signal 0)는 음성 주파수와 대등한 채널 용량에 상응하는 64kbps 전송 속도의 기본적인 디지털 시그널링이다. E0 및 J0와 대등한 DS0 전송 속도는 북아메리카,유럽, 일본 그리고 나머지 나라들에서 사용되는 통신 시스템에서 T-carrier 같은 초기 독립 동기 시스템 그리고 SDH/SONET 같은 현대적 동기 시스템 용으로 쓰이는 디지털 다중화 전송 계위의 기본이된다.
DS0 전송 속도는 한 회선의 디지털화된 음성 통화를 전송하기 위해 제안되었다. 보통 전화 통화에서 음성은 초당 8000개의 샘플에 대해 각각 8-비트 펄스-코드 변조를 사용하면서 8kHz 샘플링 속도로 디지털화된다. 결과적으로 데이터 속도는 64kpbs가 된다.
한 개의 전화 통화를 전송하는데 이러한 기본적인 원칙 때문에 DS0 전송 속도는 북아메리카에서 사용되는 통신 시스템에서 디지털 다중화 전송 계위의 기초가 되었다. 음성 통화 교환에 관련된 둘 사이에 필요한 전화선 개수의 재한으로 시스템은 다수의 DS0가 대용량 회선에 함께 다중화되도록 만들어졌다. 이 시스템에서 24 회선의 DS0는 하나의 DS1 신호로 다중화되고, 28 회선의 DS1은 하나의 DS3로 다중화된다. 이러한 디지털 음성 데이터가 구리선을 통해 전송될 때 잘 알려진 T-carrier 시스템이되는데 T1과 T3는 각각 DS1 및 DS3과 일치한다.
음성 통신과는 별도로 DS0 전송속도는 20개의 2.4kbps 채널, 10개의 4.8kbps 채널, 5개의 9.67kbps 채널, 한 개의 56kbps 채널 또는 한 개의 64kbps 전용 채널을 지원할 수 있다.
E0 (ITU G.703으로 표준화 됨)은 북아메리카의 DS0과 대등한 유럽식 전송 방식이다. 하지만, 여기에는 구현상 약간의 차이가 있다. 음선 신호는 ITU G.711에 따라 E0상에의 전송을 위해 인코딩된다. T-carrier 시스템이 북아메리카에서처럼 사용될 때, robbed bit 시그널링은 시스템을 통해 전송되는 DS0 채널이 에러가 없는 비트-스트림 아니라는 것을 의미할 수 있다. 유럽식 E-carrier 시스템에서는 이를 방지하기 위해 out-of-band 시그널링을 사용한다.

## 같이 보기
- 디지털 시그널 1